# Llista d'asteroides/212501-212600
| Nom      | Designació provisional | Data de descobriment   | Lloc de descobriment | Descobridor/s       |
| -------- | ---------------------- | ---------------------- | -------------------- | ------------------- |
| 212501 - | 2006 RK6               | 14 de setembre de 2006 | Catalina             | CSS                 |
| 212502 - | 2006 RQ6               | 14 de setembre de 2006 | Catalina             | CSS                 |
| 212503 - | 2006 RS7               | 12 de setembre de 2006 | Catalina             | CSS                 |
| 212504 - | 2006 RK8               | 12 de setembre de 2006 | Catalina             | CSS                 |
| 212505 - | 2006 RT16              | 14 de setembre de 2006 | Catalina             | CSS                 |
| 212506 - | 2006 RE17              | 14 de setembre de 2006 | Catalina             | CSS                 |
| 212507 - | 2006 RB18              | 14 de setembre de 2006 | Palomar              | NEAT                |
| 212508 - | 2006 RZ18              | 14 de setembre de 2006 | Palomar              | NEAT                |
| 212509 - | 2006 RA20              | 15 de setembre de 2006 | Kitt Peak            | Spacewatch          |
| 212510 - | 2006 RL22              | 15 de setembre de 2006 | 7300 Observatory     | W. K. Y. Yeung      |
| 212511 - | 2006 RC27              | 14 de setembre de 2006 | Catalina             | CSS                 |
| 212512 - | 2006 RF27              | 14 de setembre de 2006 | Catalina             | CSS                 |
| 212513 - | 2006 RB31              | 15 de setembre de 2006 | Socorro              | LINEAR              |
| 212514 - | 2006 RC33              | 15 de setembre de 2006 | Palomar              | NEAT                |
| 212515 - | 2006 RG34              | 12 de setembre de 2006 | Catalina             | CSS                 |
| 212516 - | 2006 RM34              | 12 de setembre de 2006 | Catalina             | CSS                 |
| 212517 - | 2006 RZ35              | 14 de setembre de 2006 | Catalina             | CSS                 |
| 212518 - | 2006 RK36              | 15 de setembre de 2006 | Palomar              | NEAT                |
| 212519 - | 2006 RE40              | 12 de setembre de 2006 | Catalina             | CSS                 |
| 212520 - | 2006 RD43              | 14 de setembre de 2006 | Kitt Peak            | Spacewatch          |
| 212521 - | 2006 RK43              | 14 de setembre de 2006 | Kitt Peak            | Spacewatch          |
| 212522 - | 2006 RY46              | 14 de setembre de 2006 | Kitt Peak            | Spacewatch          |
| 212523 - | 2006 RB55              | 14 de setembre de 2006 | Kitt Peak            | Spacewatch          |
| 212524 - | 2006 RO57              | 15 de setembre de 2006 | Kitt Peak            | Spacewatch          |
| 212525 - | 2006 RM61              | 12 de setembre de 2006 | Catalina             | CSS                 |
| 212526 - | 2006 RZ67              | 15 de setembre de 2006 | Kitt Peak            | Spacewatch          |
| 212527 - | 2006 RY71              | 15 de setembre de 2006 | Kitt Peak            | Spacewatch          |
| 212528 - | 2006 RE74              | 15 de setembre de 2006 | Kitt Peak            | Spacewatch          |
| 212529 - | 2006 RL74              | 15 de setembre de 2006 | Kitt Peak            | Spacewatch          |
| 212530 - | 2006 RR74              | 15 de setembre de 2006 | Kitt Peak            | Spacewatch          |
| 212531 - | 2006 RD77              | 15 de setembre de 2006 | Kitt Peak            | Spacewatch          |
| 212532 - | 2006 RH78              | 15 de setembre de 2006 | Kitt Peak            | Spacewatch          |
| 212533 - | 2006 RB85              | 15 de setembre de 2006 | Kitt Peak            | Spacewatch          |
| 212534 - | 2006 RK87              | 15 de setembre de 2006 | Kitt Peak            | Spacewatch          |
| 212535 - | 2006 RY89              | 15 de setembre de 2006 | Kitt Peak            | Spacewatch          |
| 212536 - | 2006 RY91              | 15 de setembre de 2006 | Kitt Peak            | Spacewatch          |
| 212537 - | 2006 RM95              | 15 de setembre de 2006 | Kitt Peak            | Spacewatch          |
| 212538 - | 2006 RS95              | 15 de setembre de 2006 | Kitt Peak            | Spacewatch          |
| 212539 - | 2006 RS97              | 15 de setembre de 2006 | Kitt Peak            | Spacewatch          |
| 212540 - | 2006 RR99              | 12 de setembre de 2006 | Catalina             | CSS                 |
| 212541 - | 2006 RY104             | 15 de setembre de 2006 | Kitt Peak            | Spacewatch          |
| 212542 - | 2006 SF4               | 16 de setembre de 2006 | Catalina             | CSS                 |
| 212543 - | 2006 SU4               | 16 de setembre de 2006 | Catalina             | CSS                 |
| 212544 - | 2006 SA8               | 16 de setembre de 2006 | Catalina             | CSS                 |
| 212545 - | 2006 SG11              | 16 de setembre de 2006 | Socorro              | LINEAR              |
| 212546 - | 2006 SV19              | 19 de setembre de 2006 | Catalina             | CSS                 |
| 212547 - | 2006 SD20              | 18 de setembre de 2006 | Calvin-Rehoboth      | Calvin College      |
| 212548 - | 2006 SW23              | 18 de setembre de 2006 | Anderson Mesa        | LONEOS              |
| 212549 - | 2006 SA24              | 18 de setembre de 2006 | Catalina             | CSS                 |
| 212550 - | 2006 SR25              | 16 de setembre de 2006 | Anderson Mesa        | LONEOS              |
| 212551 - | 2006 SL30              | 17 de setembre de 2006 | Kitt Peak            | Spacewatch          |
| 212552 - | 2006 SU36              | 17 de setembre de 2006 | Kitt Peak            | Spacewatch          |
| 212553 - | 2006 SY37              | 18 de setembre de 2006 | Kitt Peak            | Spacewatch          |
| 212554 - | 2006 SG43              | 18 de setembre de 2006 | Kitt Peak            | Spacewatch          |
| 212555 - | 2006 SQ46              | 19 de setembre de 2006 | Catalina             | CSS                 |
| 212556 - | 2006 SV49              | 19 de setembre de 2006 | OAM                  | La Sagra            |
| 212557 - | 2006 SW49              | 19 de setembre de 2006 | OAM                  | La Sagra            |
| 212558 - | 2006 SM50              | 16 de setembre de 2006 | Catalina             | CSS                 |
| 212559 - | 2006 SE66              | 19 de setembre de 2006 | Anderson Mesa        | LONEOS              |
| 212560 - | 2006 SF66              | 19 de setembre de 2006 | Kitt Peak            | Spacewatch          |
| 212561 - | 2006 SP73              | 19 de setembre de 2006 | Kitt Peak            | Spacewatch          |
| 212562 - | 2006 SY74              | 19 de setembre de 2006 | Kitt Peak            | Spacewatch          |
| 212563 - | 2006 SM80              | 18 de setembre de 2006 | Catalina             | CSS                 |
| 212564 - | 2006 SJ81              | 18 de setembre de 2006 | Kitt Peak            | Spacewatch          |
| 212565 - | 2006 SW83              | 18 de setembre de 2006 | Kitt Peak            | Spacewatch          |
| 212566 - | 2006 ST84              | 18 de setembre de 2006 | Kitt Peak            | Spacewatch          |
| 212567 - | 2006 SW85              | 18 de setembre de 2006 | Kitt Peak            | Spacewatch          |
| 212568 - | 2006 SH91              | 18 de setembre de 2006 | Kitt Peak            | Spacewatch          |
| 212569 - | 2006 SL92              | 18 de setembre de 2006 | Kitt Peak            | Spacewatch          |
| 212570 - | 2006 SE94              | 18 de setembre de 2006 | Kitt Peak            | Spacewatch          |
| 212571 - | 2006 SH97              | 18 de setembre de 2006 | Kitt Peak            | Spacewatch          |
| 212572 - | 2006 SG99              | 18 de setembre de 2006 | Kitt Peak            | Spacewatch          |
| 212573 - | 2006 SM106             | 19 de setembre de 2006 | Kitt Peak            | Spacewatch          |
| 212574 - | 2006 SO111             | 22 de setembre de 2006 | Anderson Mesa        | LONEOS              |
| 212575 - | 2006 SH115             | 24 de setembre de 2006 | Kitt Peak            | Spacewatch          |
| 212576 - | 2006 SK115             | 24 de setembre de 2006 | Kitt Peak            | Spacewatch          |
| 212577 - | 2006 SK116             | 24 de setembre de 2006 | Kitt Peak            | Spacewatch          |
| 212578 - | 2006 SD123             | 19 de setembre de 2006 | Catalina             | CSS                 |
| 212579 - | 2006 SG124             | 19 de setembre de 2006 | Catalina             | CSS                 |
| 212580 - | 2006 SN125             | 20 de setembre de 2006 | Catalina             | CSS                 |
| 212581 - | 2006 ST133             | 17 de setembre de 2006 | Catalina             | CSS                 |
| 212582 - | 2006 SD134             | 20 de setembre de 2006 | Kitt Peak            | Spacewatch          |
| 212583 - | 2006 SS139             | 22 de setembre de 2006 | Socorro              | LINEAR              |
| 212584 - | 2006 SO149             | 19 de setembre de 2006 | Kitt Peak            | Spacewatch          |
| 212585 - | 2006 SQ159             | 23 de setembre de 2006 | Kitt Peak            | Spacewatch          |
| 212586 - | 2006 SD161             | 23 de setembre de 2006 | Kitt Peak            | Spacewatch          |
| 212587 - | 2006 SQ161             | 23 de setembre de 2006 | Moletai              | MAO                 |
| 212588 - | 2006 SK173             | 25 de setembre de 2006 | Kitt Peak            | Spacewatch          |
| 212589 - | 2006 SQ173             | 25 de setembre de 2006 | Socorro              | LINEAR              |
| 212590 - | 2006 SA177             | 25 de setembre de 2006 | Kitt Peak            | Spacewatch          |
| 212591 - | 2006 SO192             | 26 de setembre de 2006 | Mount Lemmon         | Mount Lemmon Survey |
| 212592 - | 2006 SH194             | 26 de setembre de 2006 | Kitt Peak            | Spacewatch          |
| 212593 - | 2006 SF206             | 25 de setembre de 2006 | Mount Lemmon         | Mount Lemmon Survey |
| 212594 - | 2006 SN208             | 26 de setembre de 2006 | Socorro              | LINEAR              |
| 212595 - | 2006 SZ208             | 26 de setembre de 2006 | Kitt Peak            | Spacewatch          |
| 212596 - | 2006 SF218             | 27 de setembre de 2006 | OAM                  | La Sagra            |
| 212597 - | 2006 SM220             | 25 de setembre de 2006 | Kitt Peak            | Spacewatch          |
| 212598 - | 2006 SW230             | 26 de setembre de 2006 | Kitt Peak            | Spacewatch          |
| 212599 - | 2006 SN239             | 26 de setembre de 2006 | Kitt Peak            | Spacewatch          |
| 212600 - | 2006 SN241             | 26 de setembre de 2006 | Mount Lemmon         | Mount Lemmon Survey |